# Jan Gołąb (Sprawiedliwy wśród Narodów Świata)
Jan Gołąb (ur. 26 marca 1889, zm. 18 kwietnia 1947) – polski dentysta, kapitan Wojska Polskiego, „Sprawiedliwy wśród Narodów Świata”.

## Życiorys
Był dentystą, uczestnikiem kampanii polskiej. W trakcie II wojny światowej mieszkał w Krakowie, gdzie pomagał Isidorowi Greenowi, Żydowi, z którym służył w tej samej kompanii. W czerwcu 1942 roku Green uciekł z krakowskiego getta i mając w posiadaniu „aryjskie” dokumenty zwrócił się do siostry Jana w Krakowie. Ta zaprowadziła go do Gdowa, gdzie Jan mieszkał. Ten zaś ciepło przyjął dawnego kolegę i bez żadnych wcześniejszych warunków zaproponował, że ugości go w swoim mieszkaniu. Gołąb wsparł go w procesie rejestracji w urzędach. Rozpoczął też pracę w gabinecie stomatologicznym, tam gdzie Gołąb. Kiedy gestapo zaczęło podejrzewać, że lekarz pracujący w gabinecie Gołębia jest Żydem, nakazało dokonanie kontroli lekarskiej w Dobczycach. Szczęśliwie lekarz przeprowadzający badania był przyjacielem Gołębia i stwierdził oficjalnie, że badany nie jest obrzezany, a jedynie cierpi na chorobę weneryczną. Opiekował się nim przez rok i cztery (według innej relacji, pięć) miesięcy.
Jan Gołąb wyprowadził z getta także prof. Juliana Aleksandrowicza wraz z żoną i synem Jerzym. Później, w dedykacji do książki Kartki z dziennika doktora Twardego, Aleksandrowicz wymienił Gołębia jako swego wybawcę.
Jan Gołąb jest pochowany na Cmentarzu Rakowieckim w Krakowie (Kwatera: PAS 24, Rząd: wsch., Miejsce: po prawej Szumrańskiej).
4 lipca 1991 r. Instytut Jad Waszem uhonorował Jana Gołębia medalem „Sprawiedliwy wśród Narodów Świata”.